# Nemania costaricensis
Nemania costaricensis är en svampart som beskrevs av J.D. Rogers & Y.M. Ju 2005. Nemania costaricensis ingår i släktet Nemania och familjen kolkärnsvampar.   Inga underarter finns listade i Catalogue of Life.